# Tina Sayed Nestius
Tina Selma Sayed Nestius, under en tid Lagerström, ursprungligen Björklund, född 4 augusti 1974 i Nairobi i Kenya, är en svensk journalist.
Tina Sayed Nestius kom under uppväxtåren med föräldrarna Lennart Björklund och Tahira, ogift Sayed, från Kenya till Helsingborg.
Efter examen från akademisk journalistutbildning 1999 verkade hon vid Göteborgs-Tidningen samt på bland annat Västnytt och Aftonbladet Göteborg. Hon frilansade också för Pause magasin. Hon har varit chefredaktör på gratistidningen  City Göteborg från 2006 och senare nyhetschef på Länstidningen i Södertälje. Från januari 2011 till maj 2012 var hon chefredaktör på Ystads Allehanda.
Åren 2002–2007 var hon gift med journalisten Robert Lagerström (född 1965). Hon tog sedan namnet Sayed och är sedan 2010 gift med Mikael Nestius (född 1961), son till Hans Nestius. 